# Aline dos Santos
Aline Leone dos Santos (* 5. Mai 1985 in Rio de Janeiro) ist eine ehemalige brasilianische Sprinterin, die sich auf den 400-Meter-Lauf spezialisiert hat. 2013 wurde sie Südamerikameisterin im 400-Meter-Lauf sowie 2011, 2013 und 2015 in der 4-mal-400-Meter-Staffel. Zudem siegte sie mit der Staffel bei den Südamerikaspielen 2014 und sicherte sich 2011 die Silbermedaille bei den Panamerikanischen Spielen.

## Sportliche Laufbahn
Erste internationale Erfahrungen sammelte Aline dos Santos im Jahr 2010, als sie bei den Ibero-Amerikanischen Meisterschaften in San Fernando mit der brasilianischen 4-mal-400-Meter-Staffel in 3:33,17 min die Bronzemedaille hinter den Teams aus den Teams aus Kuba und Mexiko gewann. Im Jahr darauf siegte sie mit der Staffel in 3:31,66 min gemeinsam mit Geisa Aparecida Coutinho, Joelma Sousa und Jaílma de Lima bei den Südamerikameisterschaften in Buenos Aires und 2012 schied sie in derselben Besetzung bei den Olympischen Sommerspielen in London mit 3:32,95 min im Vorlauf aus. 2015 schied sie bei den Militärweltspielen in Mungyeong mit 55,52 s in der Vorrunde über 400 Meter aus und 2024 beendete sie ihre aktive sportliche Karriere im Alter von 39 Jahren.

## Persönliche Bestzeiten
- 400 Meter: 522,70 s, 18. Mai 2011 in Uberlândia